# Rosemarie Neuser
Rosemarie Neuser (* 22. März 1955 als Rosemarie Jung) ist eine ehemalige deutsche Fußballspielerin.

## Karriere

### Vereine
Neuser hat von 1981 bis 1985 für die SSG 09 Bergisch Gladbach und von 1985 bis 1990 für den TSV Siegen als Torhüterin gespielt; in dieser Zeit gewann sie jeweils fünf Deutsche Meisterschaften und Pokalsiege. Mit ihrem ersten Verein gewann sie einmal den Pokal-Wettbewerb und dreimal die Meisterschaft, wobei sie lediglich am 30. Juni 1984 beim 3:1-Sieg über den FSV Frankfurt im Finale das Tor hütete. Zuvor war es die Torfrau Bärbel Domhoff (1982, 1983). Mit ihrem zweiten Verein gehörte sie 1987 und 1990 der Finalmannschaft um die Deutsche Meisterschaft und viermal der Finalmannschaft um den DFB-Pokal an.
Vor dem Start der Bundesliga im Jahr 1990 beendete sie ihre Laufbahn. Ihre Nachfolge im Siegener Tor trat Marion Isbert an.

### Nationalmannschaft
Für die A-Nationalmannschaft bestritt sie von 1984 bis 1987 acht Länderspiele, von denen sie sechs gewann und zwei verlor. Ihr Debüt gab sie am 25. Januar 1984 in Mailand bei der 1:2-Niederlage gegen die Nationalmannschaft Italiens. Ihren letzten Einsatz als Nationalspielerin hatte sie am 4. September 1987 in Verden (Aller) beim 5:0-Sieg über die Nationalmannschaft Islands.

## Erfolge
SSG 09 Bergisch Gladbach
- Deutscher Meister 1982, 1983 (jeweils ohne Einsatz), 1984
- DFB-Pokal-Sieger 1984

TSV Siegen
- Deutscher Meister 1987, 1990
- DFB-Pokal-Sieger 1986, 1987, 1988, 1989

## Sonstiges
Sie war mit ihrem ehemaligen Trainer Gerd Neuser verheiratet.